# 2000 v hudbě
Tento článek obsahuje události související s hudbou, které proběhly v roce 2000.

## Události
- 1. ledna – Přesně o půlnoci z 31. prosince při velké show v New Yorku, která měla přivítat nové století, zahrál Prince svůj hit 1999. Současně slíbil, že už ho nikdy nebude hrát.
- 28. března – Jimmy Page vyhrál soudní spor s Ministry magazine, který tvrdil, že je zodpovědný za smrt bubeníka Led Zeppelin Johna Bonhama. Magazín se omluvil a zaplatil Pageovi soudem předepsané odškodné. Page věnoval tyto peníze na charitativní účely.
- 4. dubna – Mick Jagger se zúčastnil slavnostního otevření základní školy v anglickém Dartfordu, která nese jeho jméno.
- 12. dubna – Metallica žaluje P2P pro výměnu hudby Napster, Yale University, Univerzitu v Jižní Karolíně a Universitu v Indianě za porušení autorských práv. Yale a Universita v Indianě na to zareagovali blokováním přístupu k Napsteru ze svých kolejí.
- 30. června – Devět lidí bylo ušlapáno během koncertu Pearl Jam na festivalu v dánském Roskilde. Kapela už pak nikdy nechtěla hrát naživo. Vydržela to až do roku 2006, kdy znovu vyjela na koncertní turné.
- 18. září – Zack de la Rocha opouští Rage Against the Machine a skupina se rozpadá. Její členové, ale zakládají společně s bývalým zpěvákem skupiny Soundgarden Chrisem Cornellem skupinu Audioslave.

## Vzniklé skupiny
- Animal Collective
- Tomahawk
- The Walkmen

## Rozpadlé skupiny
- Rage Against the Machine (znovu se dávají dohromady v roce 2007)
- Skunk Anansie
- The Smashing Pumpkins (znovu se dávají dohromady v roce 2006)

## Vydaná alba

### Česká alba
- ...to by mohlo být zajímavé – Hm...
- Go satane go – Kabát
- Čechomor – Čechomor
- Futuretro – Tata Bojs
- Hudba lidu Čanki – Čankišou
- Jedna jediná – Iveta Bartošová
- Kolotoč – Traband
- Mozek/Změna – Progres 2
- Štěkat do boudy – UDG
- Tyrkys – Ilona Csáková
- Vodopád – Helena Vondráčková
- Zrcadla/Dlouhá noc – Oldřich Veselý & Synkopy
- Demo 00 – Status Praesents
- Way to the lord – Status Praesents
- The best of Krchov – Komunální odpad
- Zastavte tu vodu – Harlej
- Na na na a jiné popjevky – Chinaski

### Zahraniční alba
- 1 – The Beatles
- 3 for One – Chris Isaak
- "3rd-Love Paradise" - Morning Musume
- A Day Without Rain – Enya
- All That You Can't Leave Behind – U2
- American Psycho – různí
- Best Friend – Hillsong United (hudební skupina)
- Binaural – Pearl Jam
- Black Market Music – Placebo
- Bloodflowers – The Cure
- Both Sides Now – Joni Mitchell
- Brave New World – Iron Maiden
- Can't Take Me Home – P!nk
- Conspiracy of One – The Offspring
- Crush – Bon Jovi
- Day of Niagara – John Cale, Tony Conrad, Angus MacLise, La Monte Young a Marian Zazeelaová
- De Stijl – The White Stripes
- Engines of Creation – Joe Satriani
- Everything, Everything – Underworld
- Familiar to Millions – Oasis
- Felt Mountain – Goldfrapp
- Fragments of Freedom – Morcheeba
- Freaked Out and Small – The Presidents of the United States of America
- Get Over It – Mr. Big
- Gung Ho – Patti Smith
- Halfway Between the Gutter and the Stars – Fatboy Slim
- Heavy ConstruKction – King Crimson
- Holy Wood (In the Shadow of the Valley of Death) – Marilyn Manson
- Hot Shot – Shaggy
- Hybrid Theory – Linkin Park
- Chocolate Starfish and the Hotdog Flavored Water – Limp Bizkit
- In Blue – The Corrs
- In the Flesh – Roger Waters
- Infest – Papa Roach
- Infinite – Stratovarius
- Is There Anybody Out There? The Wall Live 1980–81 – Pink Floyd
- Kid A – Radiohead
- King of the Beach – Chris Rea
- Light Years – Kylie Minogue
- Liverpool Sound Collage – Paul McCartney
- Love Me – různí
- Machina II/The Friends & Enemies of Modern Music – The Smashing Pumpkins
- Machina/The Machines of God – The Smashing Pumpkins
- Mama's Gun – Erykah Badu
- Mass Romantic – The New Pornographers
- Melody of Certain Damaged Lemons – Blonde Redhead
- Mer de Noms – A Perfect Circle
- Mi Reflejo – Christina Aguilera
- MTV Unplugged – Shakira
- Not That Kind – Anastacia
- Outbound – Béla Fleck and the Flecktones
- Pop Trash – Duran Duran
- Rancid – Rancid
- Reinventing the Steel – Pantera
- Renegades – Rage Against the Machine
- Return of Saturn – No Doubt
- Sailing to Philadelphia – Mark Knopfler
- Saint-Cyr – John Cale
- Selmasongs – Björk
- Sound of Water – Saint Etienne
- Stage One – Sean Paul
- Standing on the Shoulder of Giants – Oasis
- Stiff Upper Lip – AC/DC
- Stories from the City, Stories from the Sea – PJ Harvey
- Suicide Pact – You First – Therapy?
- Telling Stories – Tracy Chapman
- The ConstruKction of Light – King Crimson
- The Crybaby – The Melvins
- The Dynasty: Roc La Familia – Jay–Z
- The First of the Microbe Hunters – Stereolab
- The New America – Bad Religion
- The Next Best Thing – Madonna
- The State – Nickelback
- The Virgin Suicides – Air
- The W – Wu-Tang Clan
- Things Falling Apart – Nine Inch Nails
- Things to Make and Do – Moloko
- This Time Around – Hanson
- Tomorrow Comes Today – Gorillaz
- Two Against Nature – Steely Dan
- Undrentide – Mediæval Bæbes
- Veni Vidi Vicious – The Hives
- Warning: – Green Day
- We Have the Facts and We're Voting Yes – Death Cab for Cutie
- Who is Jill Scott? Words and Sounds Vol. 1 – Jill Scott
- Wishmaster – Nightwish
- WYSIWYG – Chumbawamba
- You're the One – Paul Simon
- Ardent Worship – Skillet
- Invincible – Skillet

## Domácí hity
- „Most přes minulost“ – Lucie Bílá
- „Nad stádem koní“ – Buty
- „Hvězdy se mění“ – Jan Kalousek
- „Neusínej“ – Petr Muk
- „Zrcadlo“ – Petr Muk
- „Žily“ – No Name
- „Modrá“ – Jana Kirschner
- „Srdce jako kníže Rohan“ – Richard Müller
- „Boli sme raz milovaní“ – Pavol Habera
- „Kým pri mňa spíš“ – Pavol Habera
- „Mám ráda“ – Holki
- „Letní ráno“ – Holki
- „Ať je hudba tvůj lék“ – Lunetic
- „Strach“ – Lucie Vondráčková
- „C'est La Vie“ – Martin Maxa
- „Ráno v ulicích“ – Martin Maxa
- „Ona ví“ – Lucie
- „Krátké lásky“ – Team
- „Ďakujem že si“ – No Name
- „Ty a tvoja sestra“ – No Name
- „Klára“ – Chinaski
- „Zakousnutej do tebe“ – Lucie
- „Otevři oči“ – Wanastowi Vjecy
- „Baroko“ – Richard Müller
- „Chvíle nad vodou“ – Anna K
- „V cudzom meste“ – Jana Kirschner
- „Kometa“ – Leona Machálková
- „Nepočítej“ – Ilona Csáková
- „Párty“ – Holki
- „Podléhám myšlenkám“ – Lunetic
- „Pro tebe“ – Lenka Dusilová
- „Kutil“ – Chinaski
- „Jediná“ – Wanastowi Vjecy
- „Na sever“ – Kabát
- „Třista z místa“ – Daniel Landa
- „Stýská se mi“ – Damiens
- „Vyznání“ – Argema
- „Beruška“ – T-Boyz
- „Dávno mám tě rád“ – A-Tak
- „Už je to tak“ – A-Tak
- „To tehdy padal déšť“ – Helena Vondráčková
- „Dlouhá noc“ – Helena Vondráčková
- „Vodopád“ – Helena Vondráčková
- „Natalie“ – Ilona Csáková
- „Lháři“ – Ilona Csáková
- „Vždycky jsem si přála mít“ – Ilona Csáková
- „Nábojnice“ – Martin Maxa
- „Rejdivá“ – František Nedvěd
- „Neděkujem vypadněte“ – Wanastowi Vjecy
- „Wo-Ba-Si-U“ – Dan Bárta
- „Plakala“ – Divokej Bill
- „Písnička pro tebe“ – Mňága a Žďorp
- „My Friends“ – Monkey Business
- „Piece of My Life“ – Monkey Business
- Jsi anděl můj - Lunetic
- „Nechte vlajky vlát“ – Aleš Brichta

## Největší hity
- „Oops!...I Did It Again“ – Britney Spears
- „Never Be The Same Again“ – Melanie C
- „Californication“ – Red Hot Chili Peppers
- „One More Time“ – Daft Punk
- „Stan“ – Eminem ft. Dido
- „It's My Life“ – Bon Jovi
- „She's Got That Light“ – Orange Blue
- „Daddy DJ“ – Daddy DJ
- „Lady (Hear Me Tonight)“ – Modjo
- „Fuoco Nel Fucoo“ – Eros Ramazzotti
- „Thank You“ – Dido